# Lei de Piobert

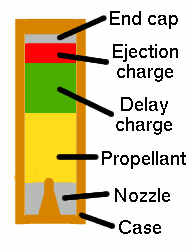
Os grãos do propelente deste modelo de motor de foguete são projetados para funcionar de acordo com a lei de Piobert

A lei de Piobert estabelecida pelo general francês Guillaume Piobert em 1839, se aplica à reação de grãos de propelente sólido para gerar gás quente. A lei de Piobert afirma: "A queima ocorre por camadas paralelas onde a superfície do grão regride, camada por camada, normal à superfície em todos os pontos".
Esse princípio, foi melhor esclarecido por Paul Vieille só em 1893, quando ele afirmou: "A taxa de transferência de calor aumenta com a pressão; e as taxas de reação da pólvora sem fumaça variam com a pressão".

## Mecanismo
Estudos das reações de propelentes sólidos de base única e dupla sugerem a existência uma série de zonas ou fases conforme a reação prossegue da superfície para o sólido. A porção mais profunda do sólido que experimenta a transferência de calor derrete e começa a transição de fase de sólido para gás em uma "zona de espuma". O propelente gasoso se decompõe em moléculas mais simples em uma "zona de efervescência" circundante. A energia é então liberada na chamada "zona de chama externa luminosa", onde as moléculas de gás mais simples reagem para formar produtos de combustão convencionais, como vapor e monóxido de carbono. Os propelentes projetados para uma pressão mínima de transferência de calor podem falhar em sustentar a zona da chama em pressões mais baixas.